# Relieve rocoso de Anubanini
El petroglifo de Anubanini, también llamado Sar-e Pol-e Zohab II  o relieve de Sarpol-i Zohab, es un relieve en roca del periodo del Imperio acadio (hacia el 2300 a. C.) o del periodo de Isin-Larsa (principios del segundo milenio a. C.) y se encuentra en la provincia de Kermanshah, Irán. Se cree que el relieve en roca pertenece a la cultura lullubi y se encuentra a 120 kilómetros del norte de Kermanshah, cerca de Sarpol-e Zahab. Los relieves de Lullubi son los primeros relieves en roca de Irán, siendo posteriores los relieves elamitas de Eshkaft-e Salman y Kul-e Farah.

## Descripción
En este relieve de roca, Anubanini, el rey de los lullubi, pone su pie sobre el pecho de un cautivo. Hay otros ocho cautivos, dos de ellos arrodillados detrás del equivalente lulubi de la diosa acadia Ishtar (reconocible por los cuatro pares de cuernos en su tocado y las armas sobre sus hombros) y seis de ellos de pie en una fila inferior en el fondo del relieve de la roca. Está con el pecho desnudo, solo lleva una falda corta.
El estilo general del relieve de Anubanini emula el estilo del Arte real mesopotámico de la época, así como su lenguaje, al utilizar la lengua y la escritura acadia para esta inscripción.

## Inscripción

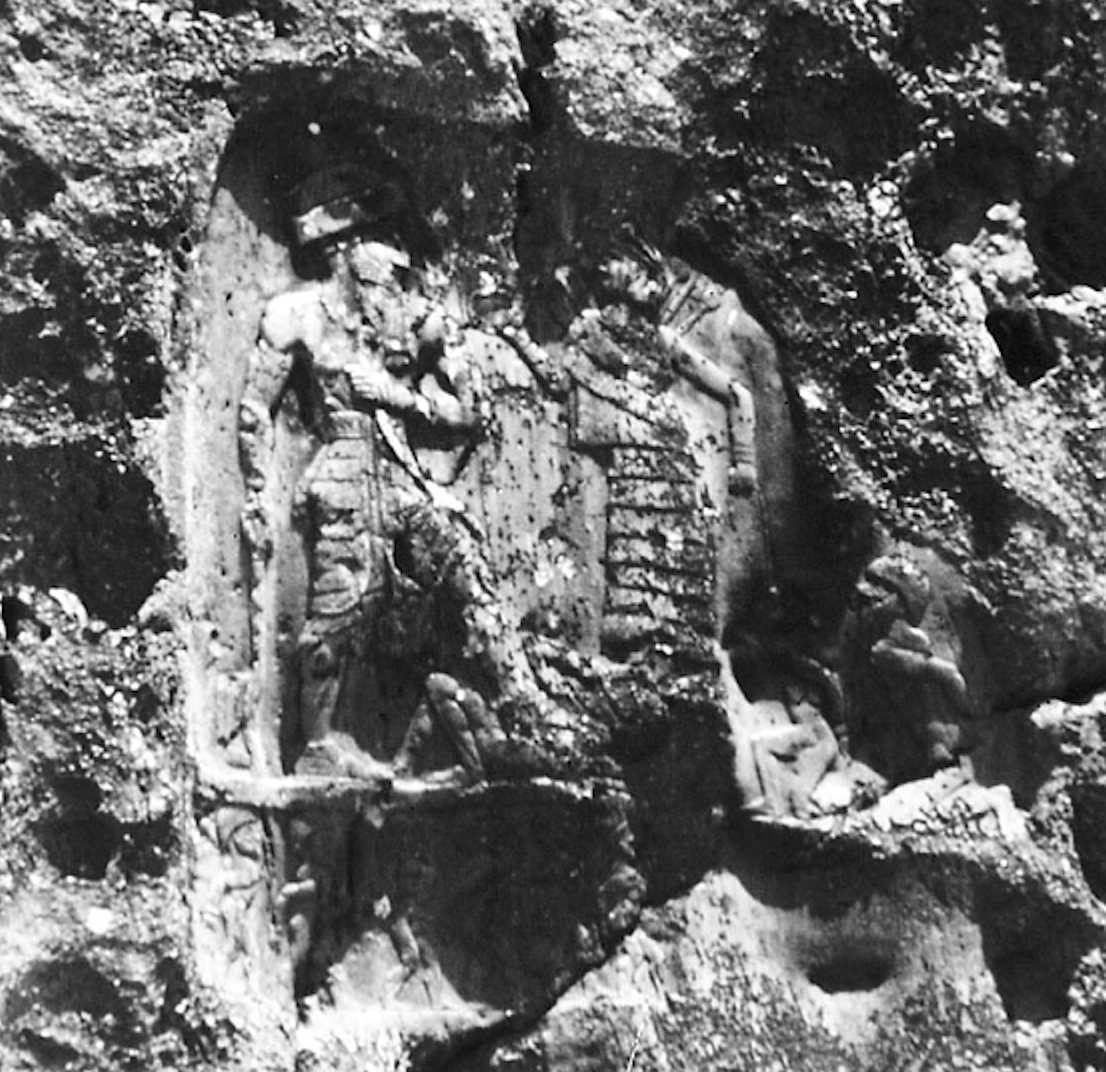
Fotografía de Ernst Herzfeld.

También hay una inscripción en idioma y escritura acadia. En la inscripción, se declara como el poderoso rey de Lullubium, que había erigido su imagen así como la de Ishtar en el monte Batir, e invoca a varias deidades para que preserven su monumento. La inscripción comienza con la fórmula:

Anubanini, el poderoso rey, rey de Lullubum, erigió una imagen de sí mismo y una imagen de la diosa Ninni en el monte de Batir... (sigue una larga fórmula de maldición invocando a las deidades Anu, Antum, Enlil, Ninlil, Adad, Ishtar, Sin y Shamash hacia cualquiera que dañe el monumento)
- Inscripción en idioma acadio del relieve de Anubanini.

Se cree que la fecha del relieve de la roca es de alrededor de 2300 a. C. Resultó dañado en un 30% durante la guerra entre Irán e Irak. Las fotografías más antiguas muestran en particular una figura del rey casi intacta.

## Relieves de Behistún
Este relieve rupestre es muy similar a los mucho más tardíos aqueménidas relieves de Behistún (siglo V a. C.), no muy lejano, hasta el punto de que se dijo que la Inscripción de Behistun estaba influenciada por él. La actitud del gobernante, el pisoteo de un enemigo, la presencia de una divinidad, las filas de prisioneros son muy similares.

## Detalles del relieve

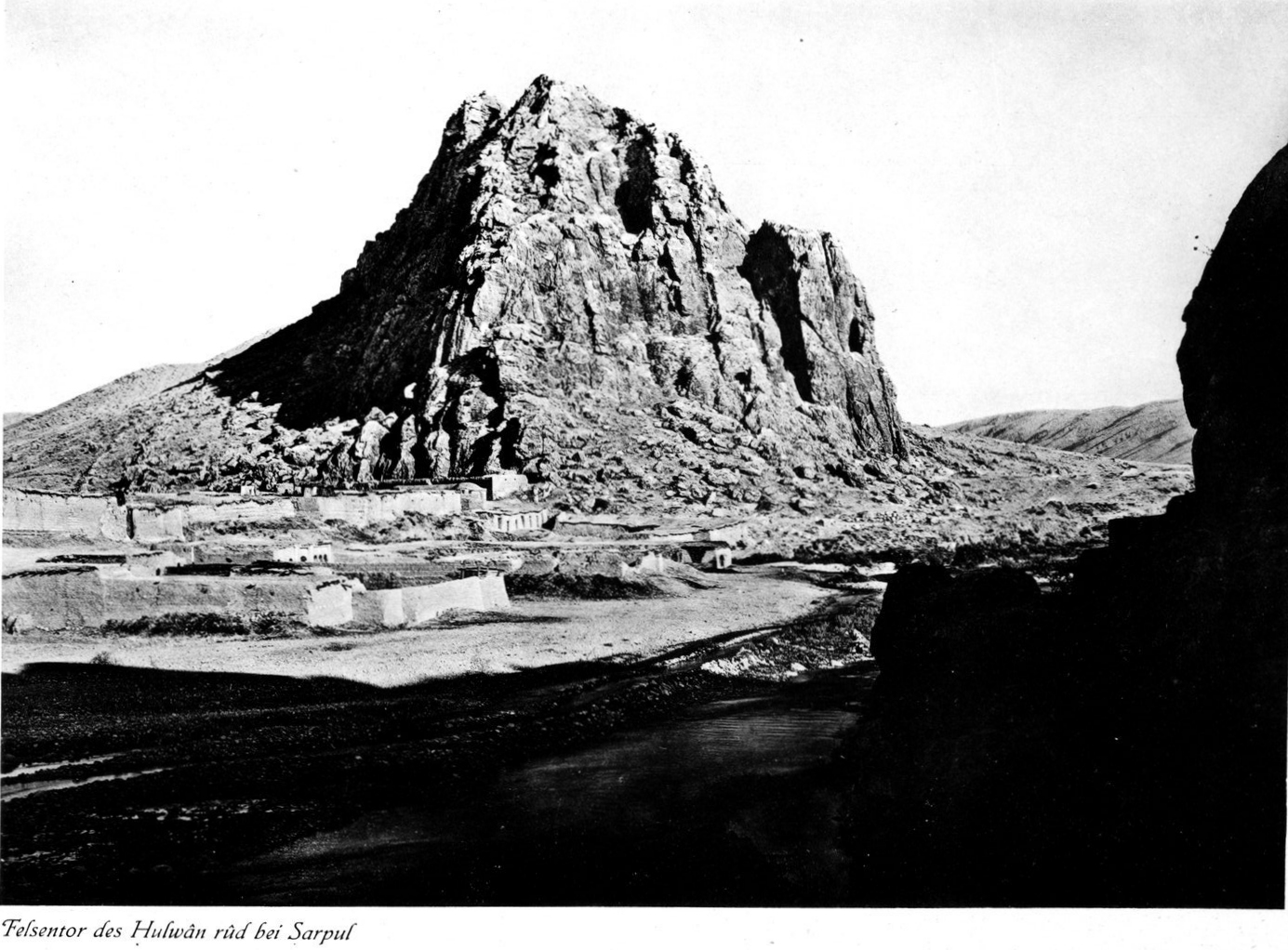
La montaña Sarpul, en la que se encuentra el relieve (a la sombra del borde más cercano a la cámara). La ciudad de Sarpul se encuentra al pie de la montaña.
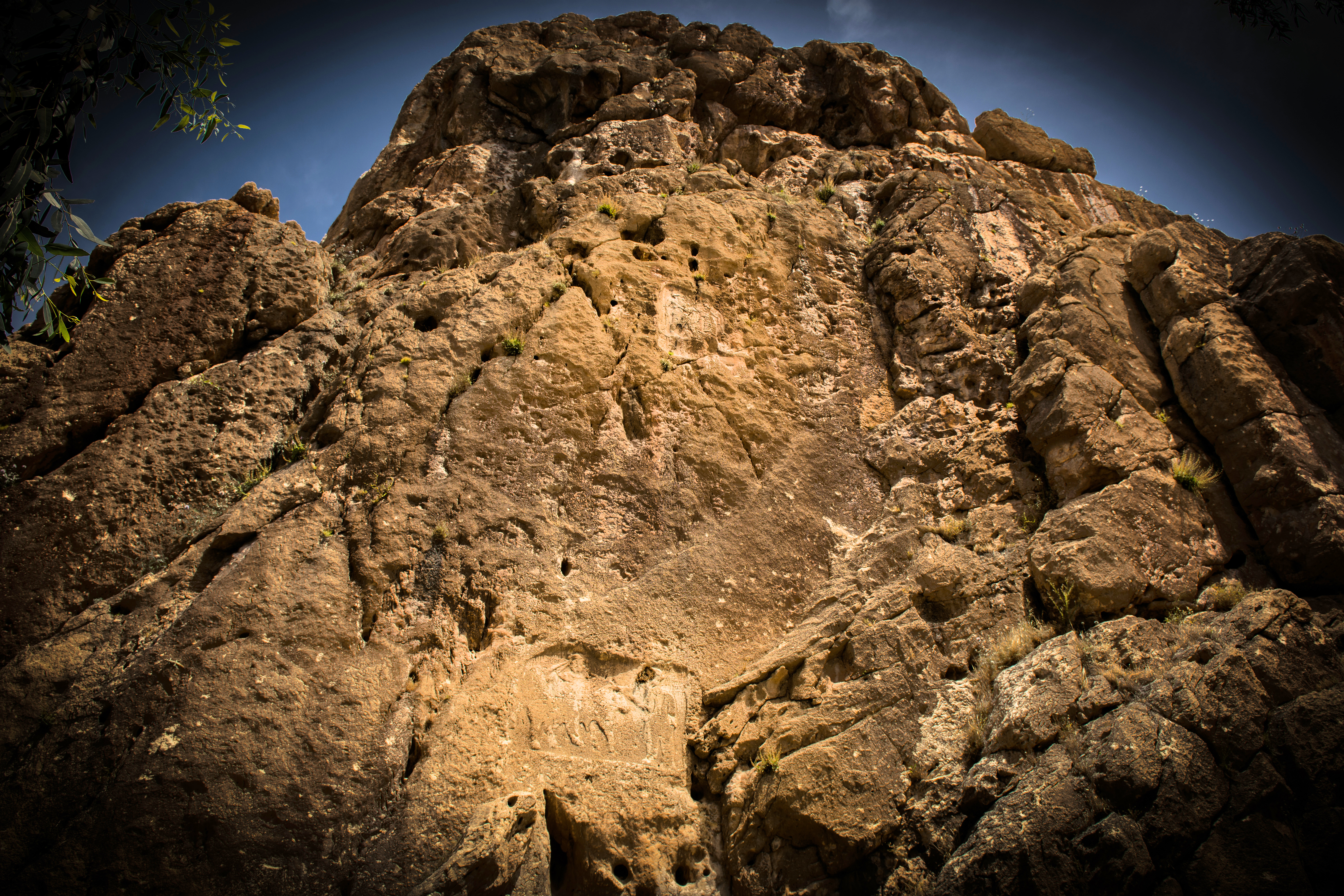
El relieve se encuentra a una altura de 16 metros, en la cima de un acantilado que se eleva sobre el pueblo de Sarpol-e Zahab. A continuación aparece un segundo relieve (relieve de Gotarces II, del  Imperio parto).
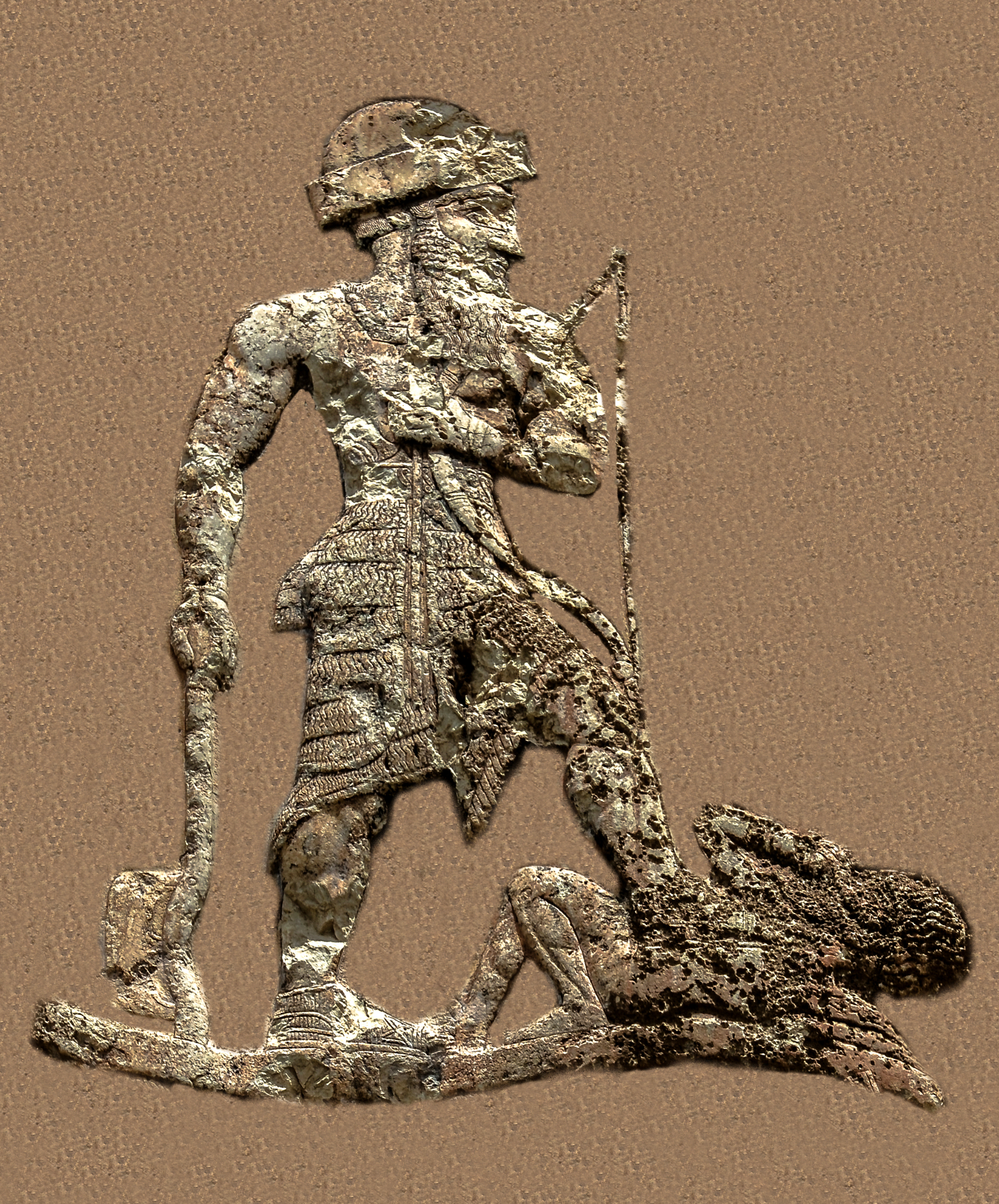
King Anubanini. Está equipado con un hacha, un arco y una flecha. Lleva el pecho desnudo, una falda corta, un sombrero de ala ancha y sandalias.
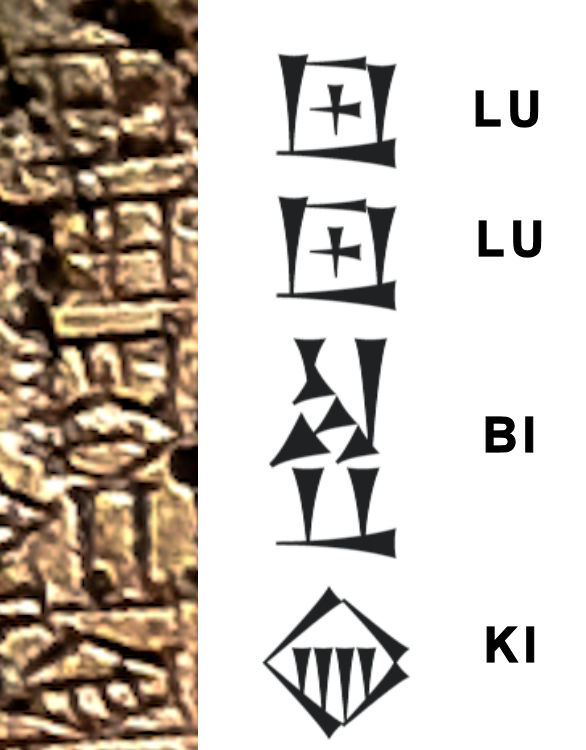
Lullubi-ki ("País de los Lullubi") en el relieve de la roca Anubanini.
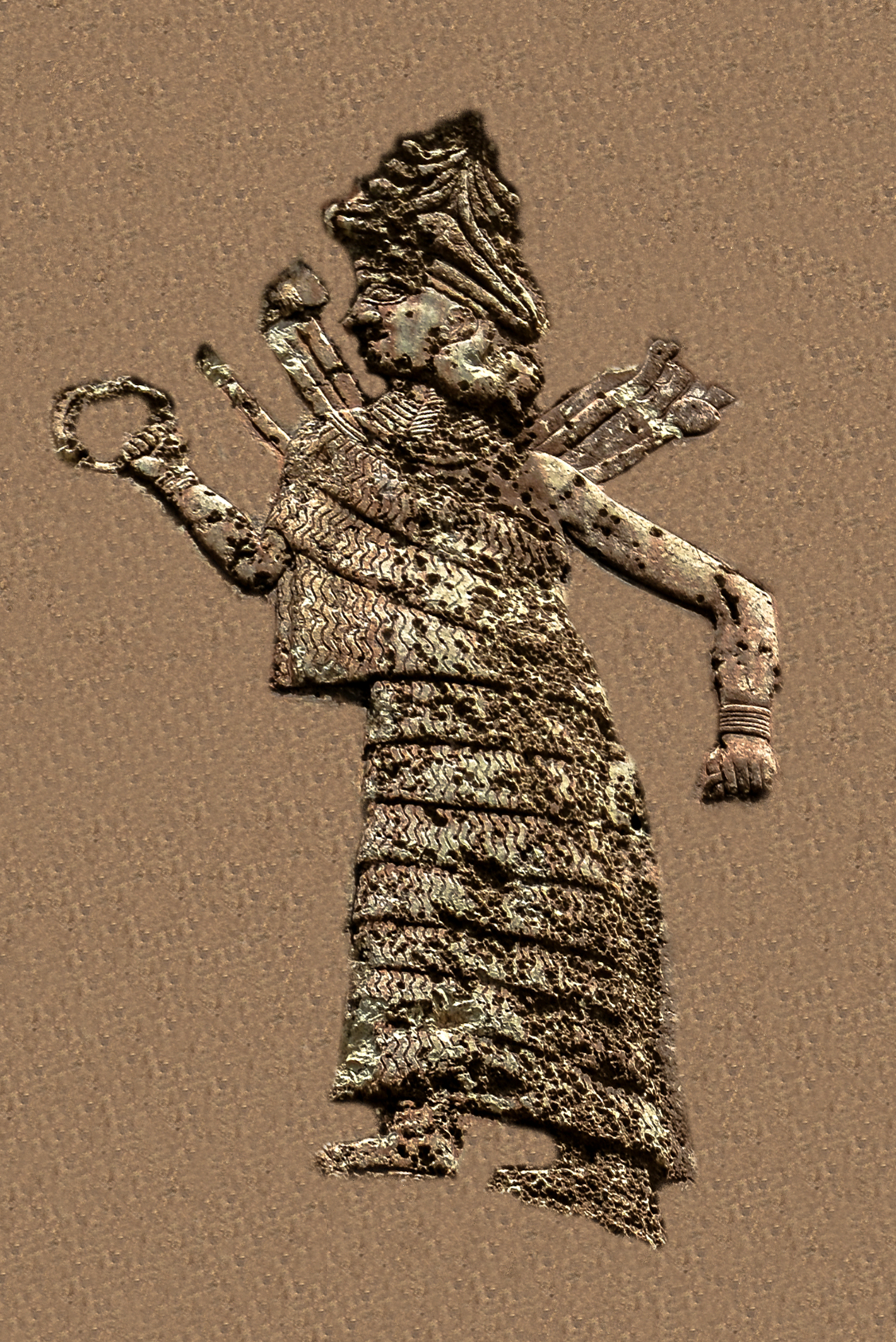
Diosa Ishtar/Inanna. Lleva un vestido largo con volantes, un sombrero decorado con cuernos y un collar. Luce un anillo en la mano derecha y armas en forma de clava en la espalda.
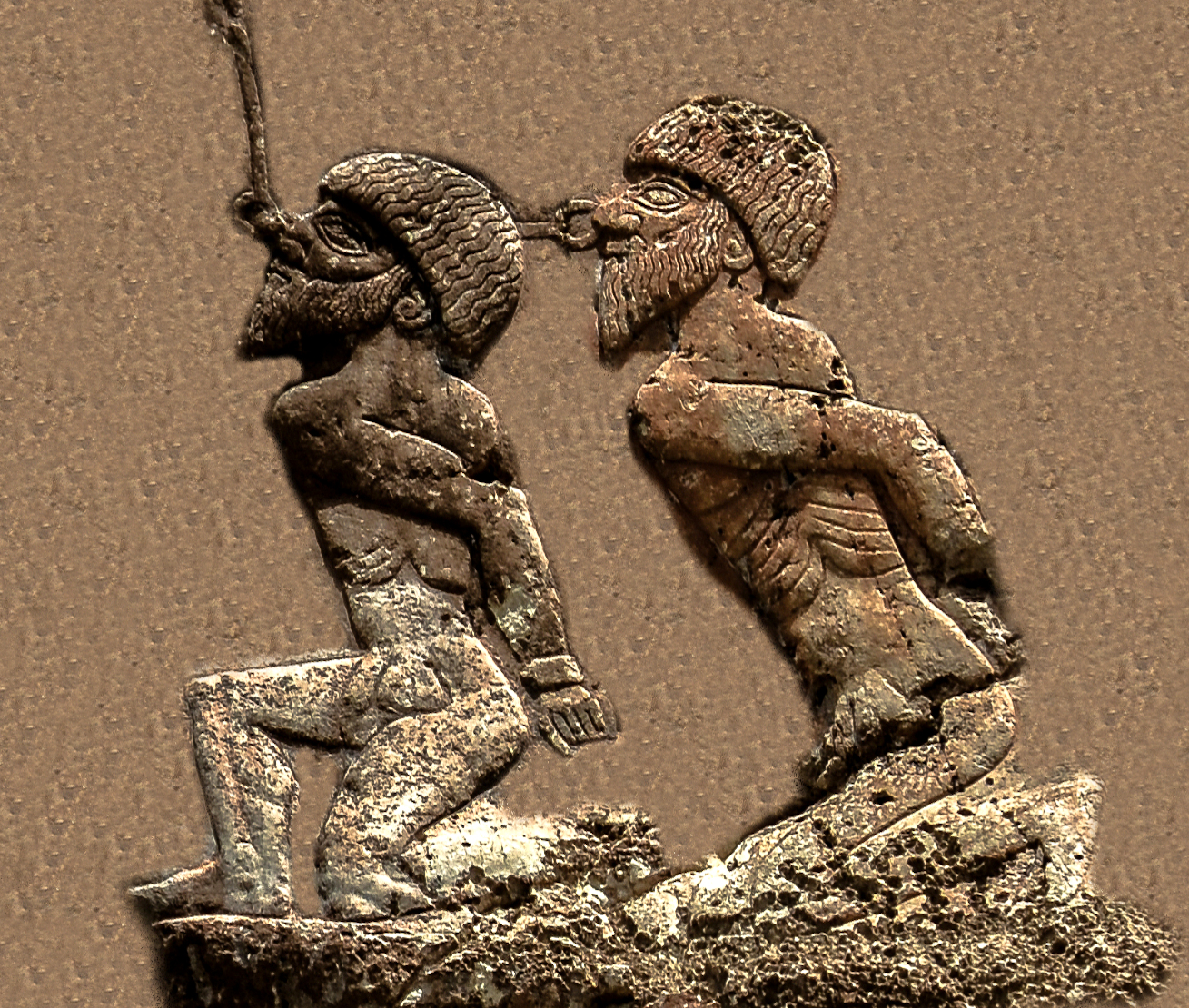
Prisioneros de Anubanini, traídos por la diosa Ishtar (detalle). Están desnudos, con las manos atadas y sujetas por un anillo a través de la nariz.
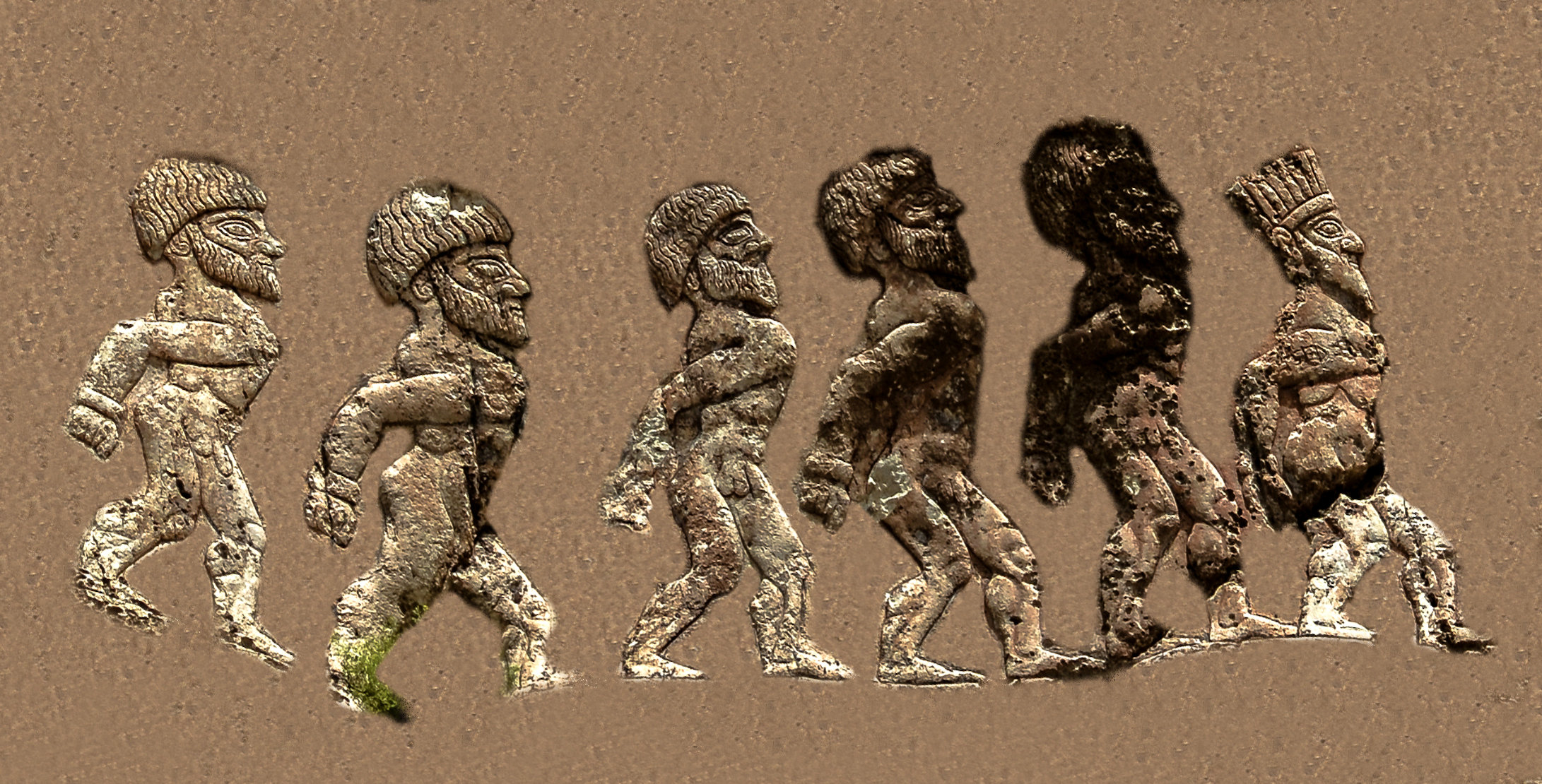
Prisioneros y su rey (detalle).
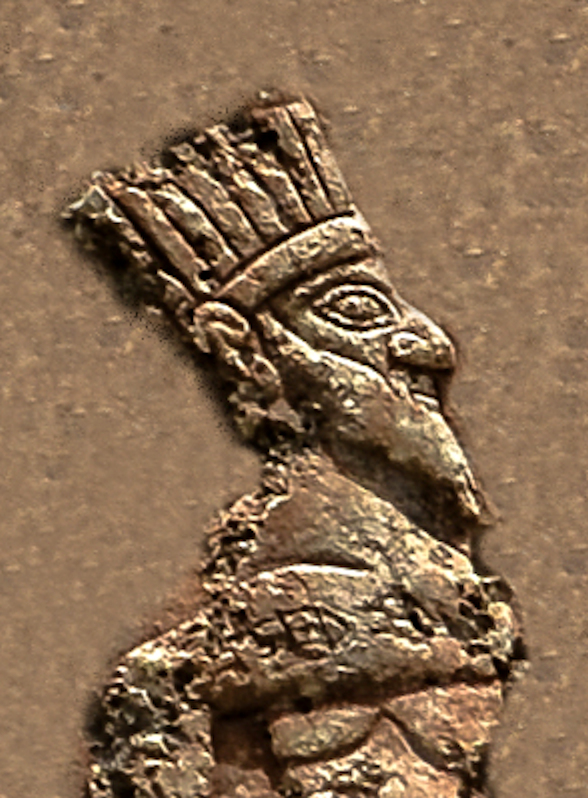
Representación de un rey con corona, desnudo, apresado por Anubanini. Posiblemente se trate de una corona de plumas como las que se ven en algunos bronces de Luristán.
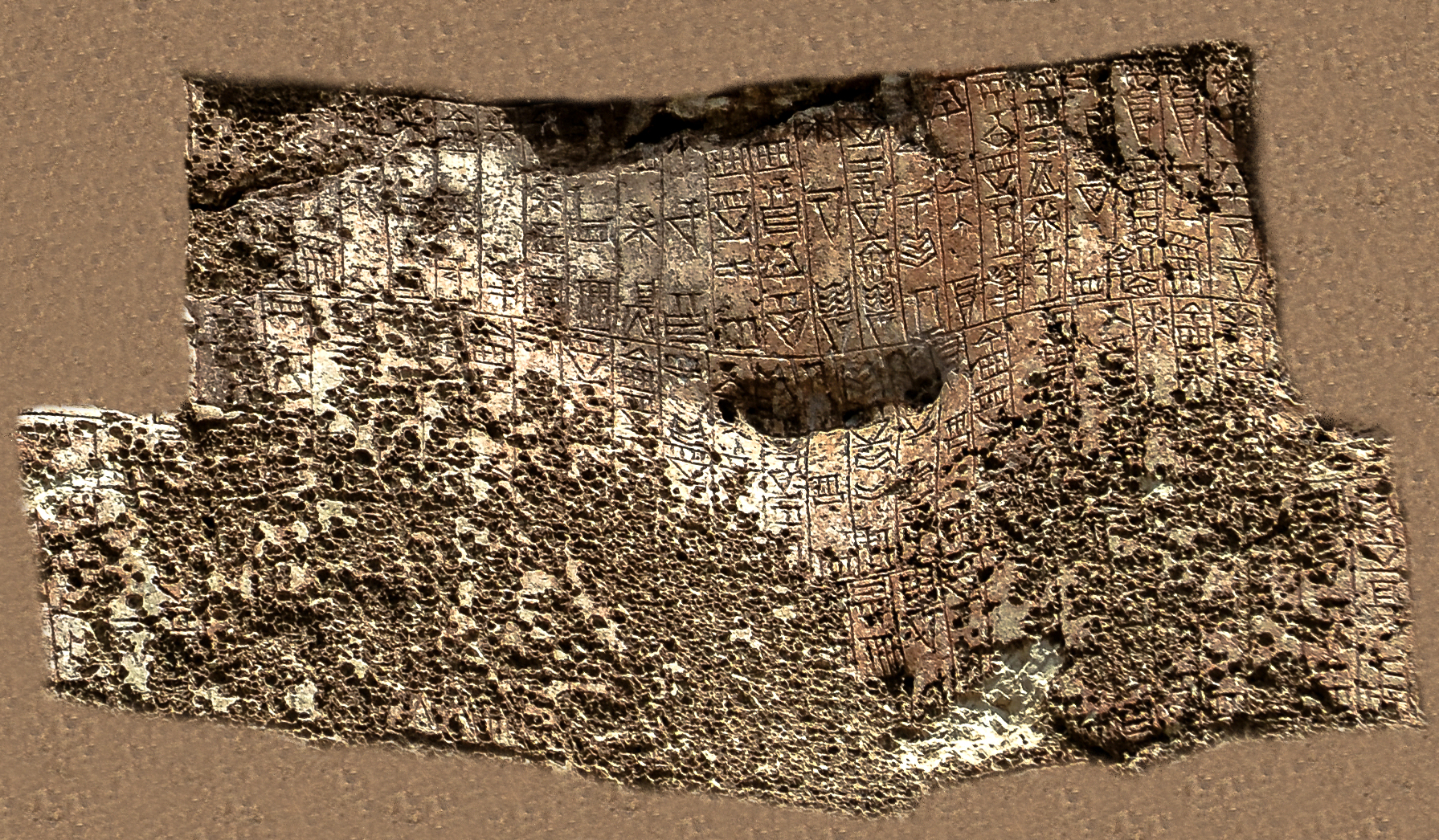
Relieve en roca de Anubanini en inscripción en idioma y escritura acadia.
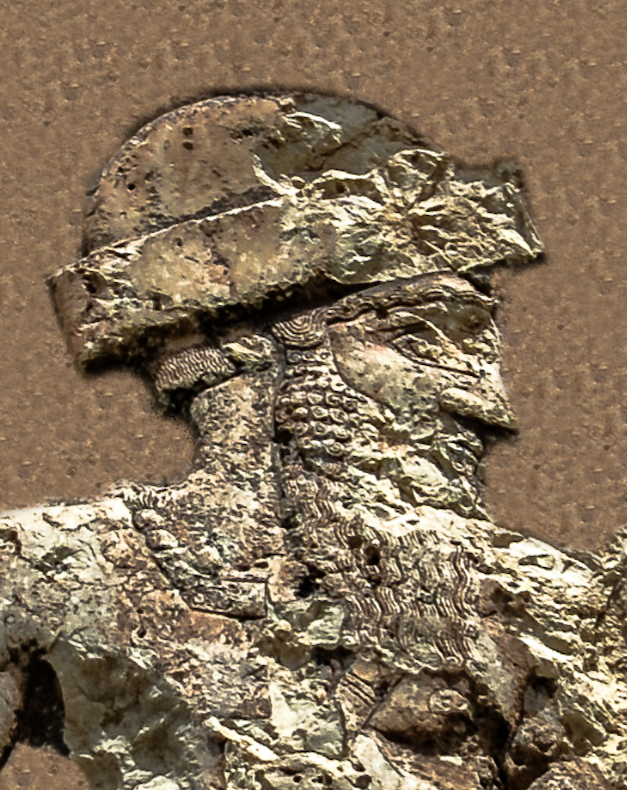
Retrato del rey Anubanini.

## Primeras representaciones
El arquitecto francés Pascal Coste pintó el relieve de roca en 1840.

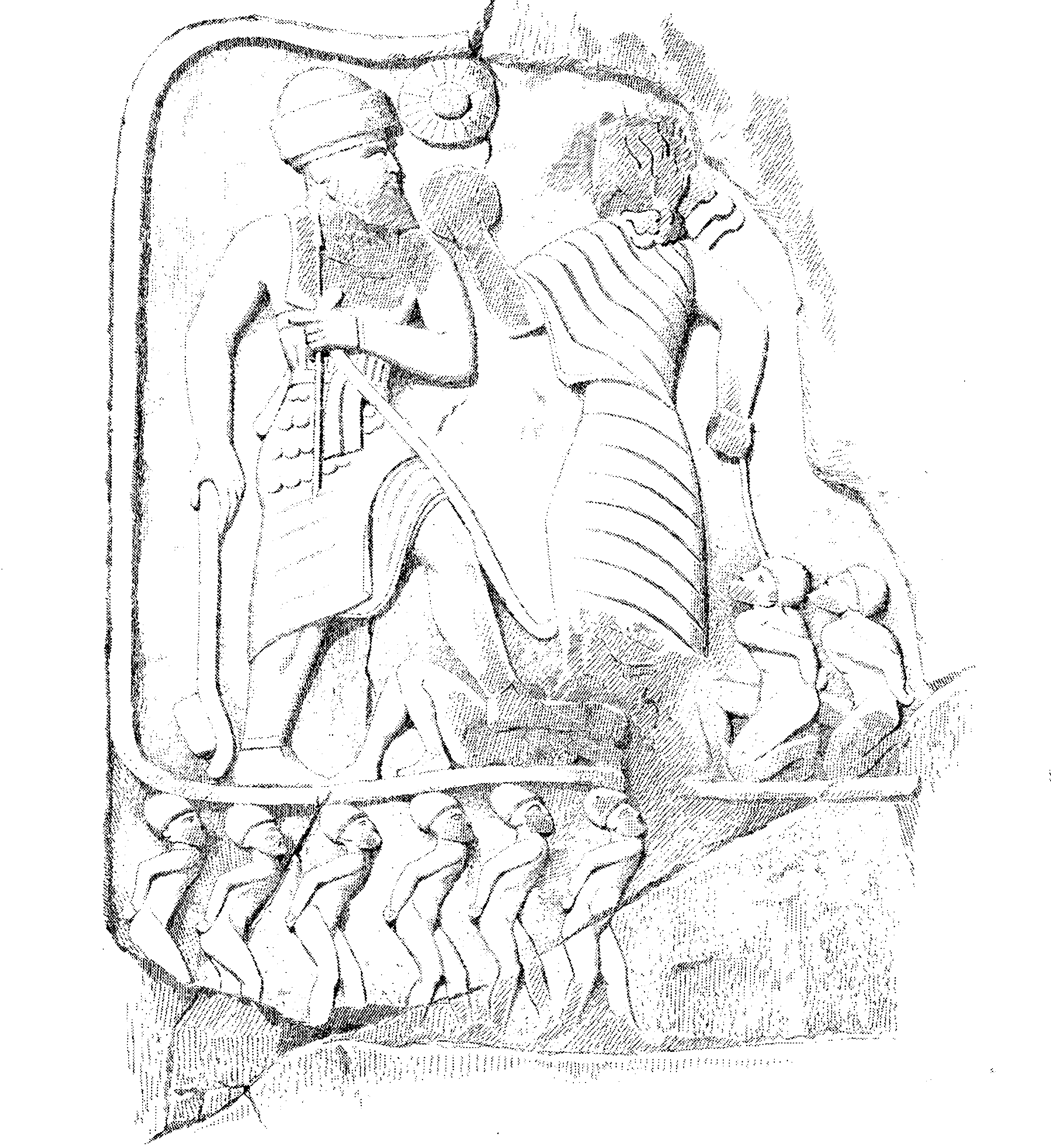
Dibujo de Pascal Coste.
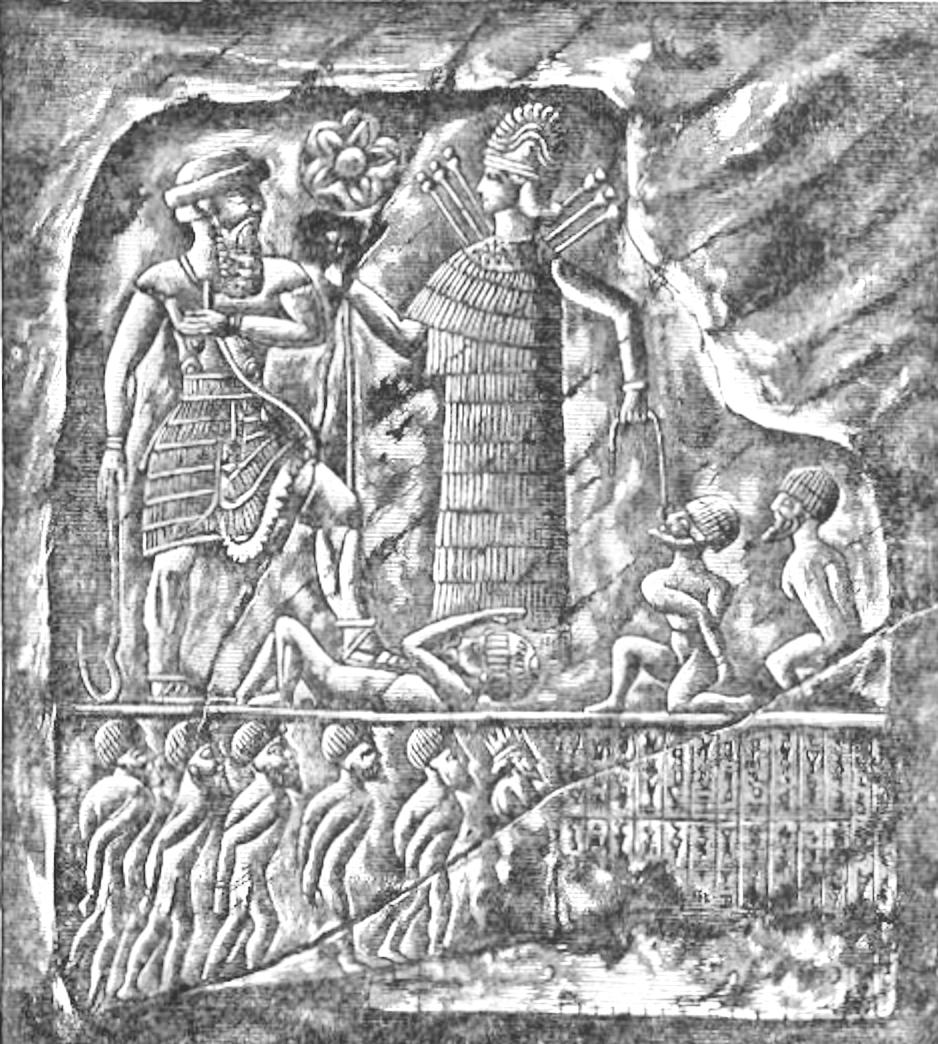
Huella en relieve de la roca de Anubanini.
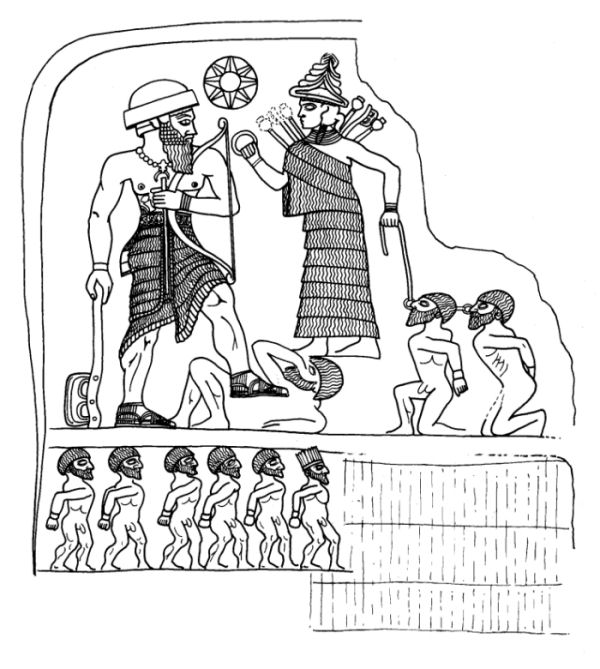
Dibujo moderno del relieve.

## Otros relieves en la zona
En la misma zona de Sar-e Pol-e Zahab, hay otros tres relieves peor conservados.

### Relieves lulubis
A unos 200 metros se encuentra otro relieve denominado Sar-e Pol-e Zohab I, de estilo similar al relieve de Aubanini, pero esta vez con un gobernante imberbe. La atribución a un gobernante concreto sigue siendo incierta. También hay otros relieves lulubiss en la misma zona de Sar-e Pol-e Zahab], que muestran a un guerrero imberbe pisoteando a un enemigo, frente a una diosa.

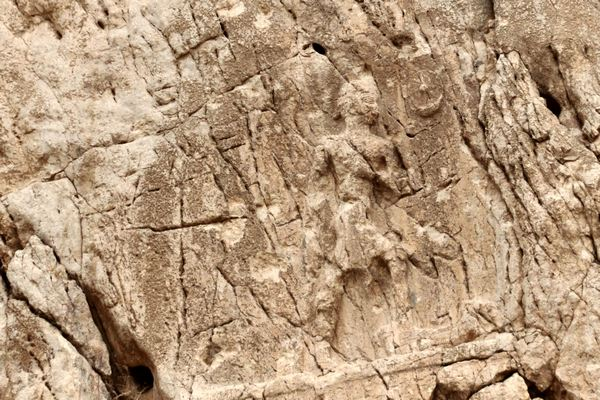
Sarpol-e Zahab, relieve I. Guerrero imberbe con hacha, pisoteando a un enemigo. Sundisk arriba. Se puede leer el nombre "Zaba(zuna), hijo de ...". Se le suele considerar como un gobernante de los Lullubi,[14][15] pero podría ser un gobernante del Reino de Simurrum, hijo de Iddin-Sin.
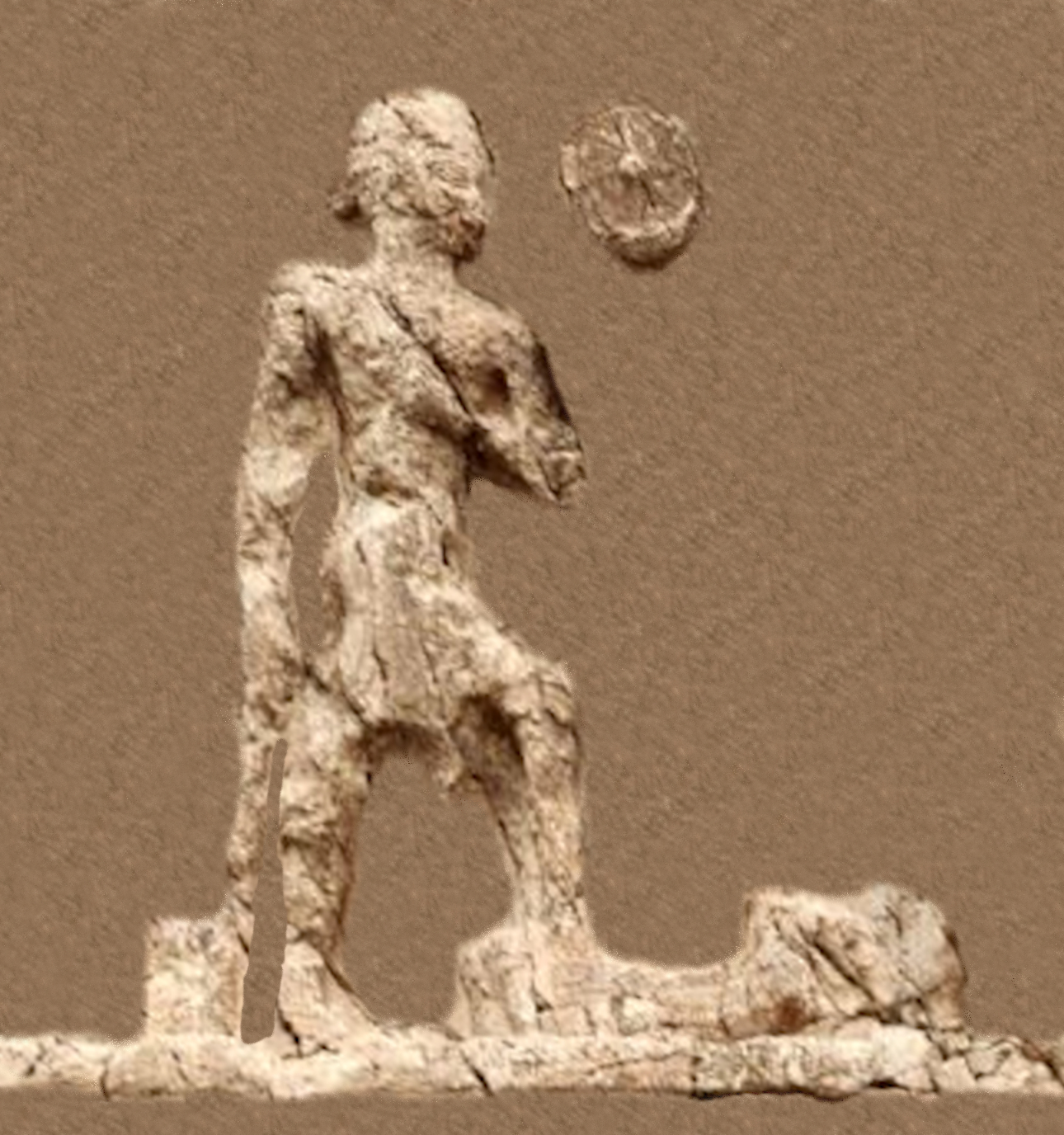
Esquema del relieve I (extractado). Guerrero imberbe con hacha, pisoteando a un enemigo. Sundisk arriba. Se puede leer el nombre   "Zaba(zuna), hijo de ...".
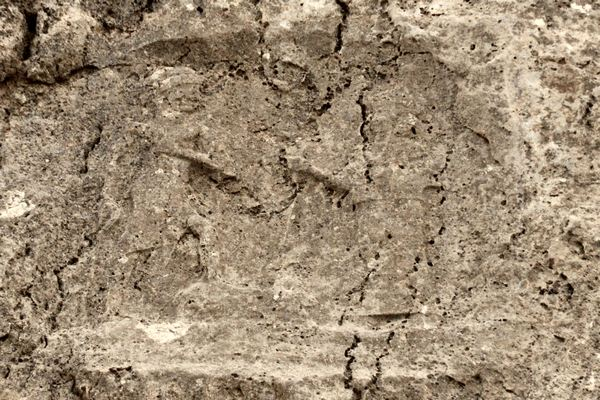
Sar-e Pol-e Zahab, relieve III. Guerrero sin barba pisoteando a un enemigo, frente a una diosa.
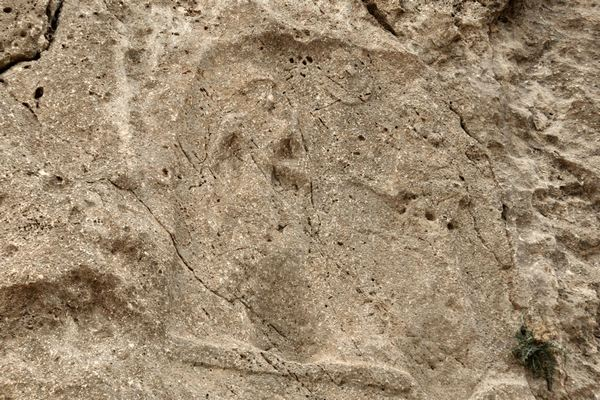
Sar-e Pol-e Zahab, relieve IV. Guerrero sin barba pisoteando a un enemigo, frente a una diosa.

### Relieve partos
Otro relieve se encuentra debajo del relieve de Anubanini, más abajo en el acantilado. Este relieve fue creado durante el Imperio parto en nombre de Gotarces, posiblemente Gotarces I, pero es más probablemente del sea  del rey parto Gotarces II, que gobernó del 39 al 51 d. C. y del que se sabe que hizo otros relieves, como el relieve ecuestre de Behistún.

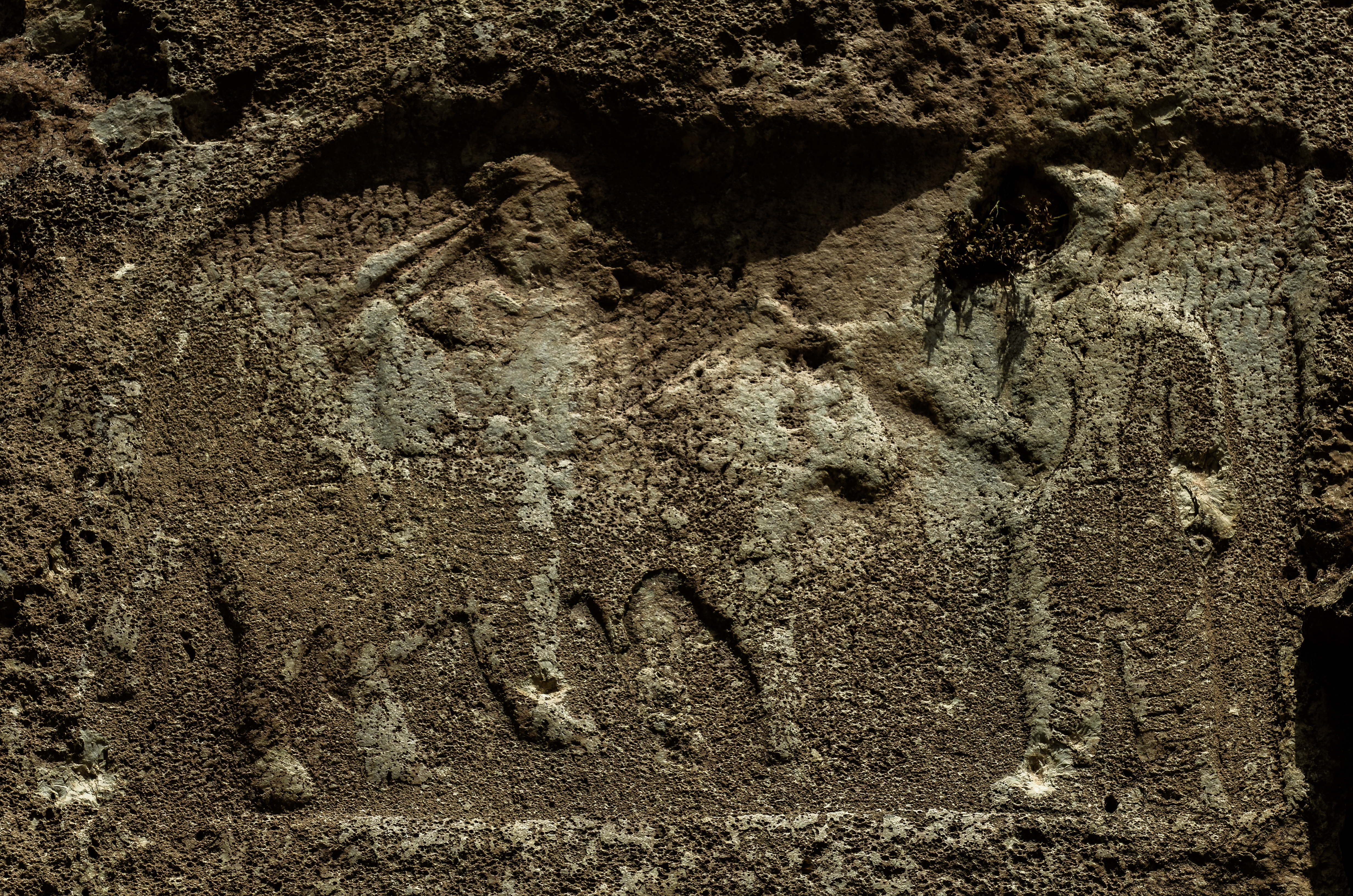
El segundo relieve, debajo del relieve de Anubanini, un relieve parto.
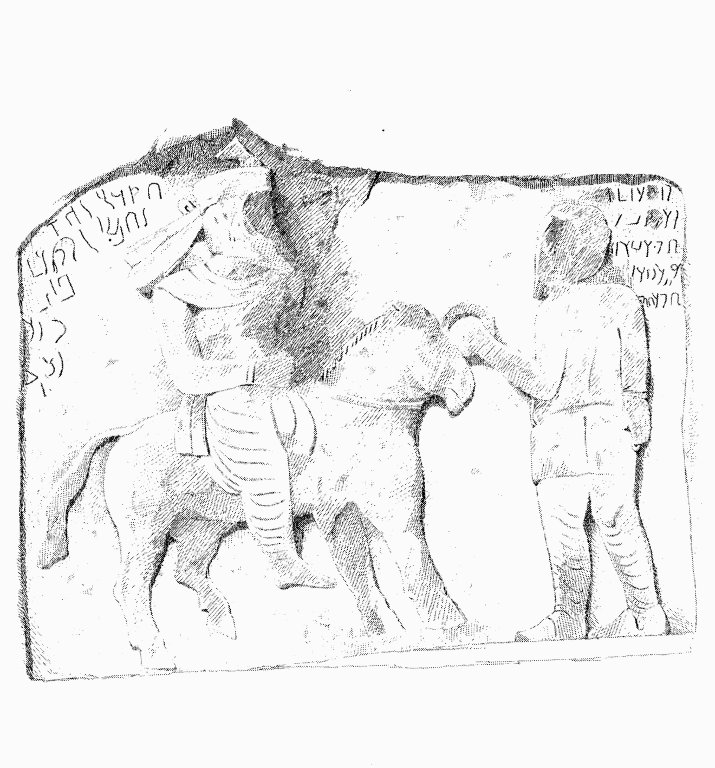
Dibujo del relieve parto.

### Tumba aqueménida tardía de Dukkan-e Daud

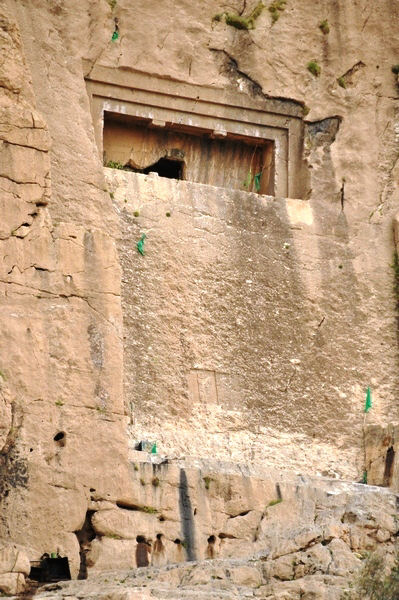
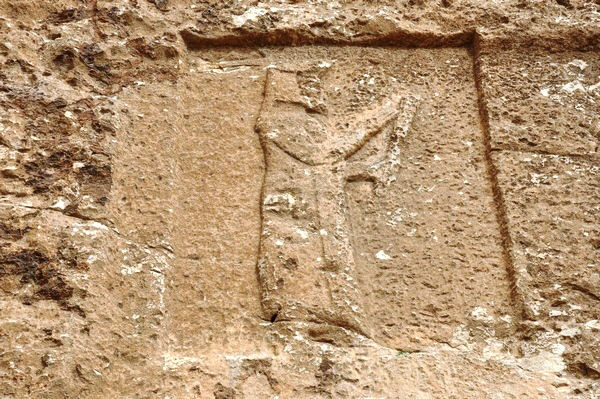

En Dukkan-e Daud, no muy lejos de Sar-e Pol-e Zohab, puede verse una tumba de finales de la época aqueménida (hacia 400-300 a. C.) con el relieve de un sacerdote zoroástrico.